# Giuseppe Garibaldi
Giuseppe Garibaldi (født 4. juli 1807 i Nice, Frankrig, død 2. juni 1882 i Caprera, Italien) var en italiensk guerillaleder og nationalist. Han var en af de mest centrale personer i processen som førte til Italiens samling.
Garibaldi var frontfigur for Risorgimento, den italienske bevægelse for national enhed, på en tid da den apenniniske halvø var opdelt i en række stater, bl.a. Kirkestaten og Kongeriget Begge Sicilier. Han var under Giuseppe Mazzinis indflydelse. Mazzini var en ledende italiensk nationalistisk teoretiker. Efter at have deltaget i et mislykket oprør i Piemonte i 1834 blev Garibaldi dømt til døden. Men det lykkedes ham at flygte til Sydamerika og blev der i 14 år.
I revolutionsåret 1848 vendte han tilbage til Europa og samlede en guerillahær. Da den blev besejret, måtte Garibaldi forlade hjemlandet igen, og han kom ikke tilbage før i 1854. Seks år senere indledte Garibaldi et felttog, hvor han erobrede Sicilien og Napoli med en hær. Efter ankomsten til Sicilien lod han sig udråbe til diktator i Victor Emanuel 2.s navn. Kort tid efter lykkedes det hans guerillastyrker at besejre den napolitanske konges hær.
Garibaldis indsats ledte til grundlæggelsen af Kongeriget Italien.

## Tidlig virksomhed
Garibaldi kom fra den provencalske by Niça (Nice, på italiensk Nizza), som var kommet under fransk overherredømme i 1792, 16 år før Garibaldi blev født. Garibaldis familie drev kysthandel, og sønnen blev opdraget til et liv til søs. I 1832 blev han certificeret som søkaptajn.

### Garibaldi bliver revolutionær nationalist
I april 1833 lå skonnerten Clorinda, som Giuseppe Garibaldi sejlede med, i havnebyen Taganrog i Rusland i ti dage. Under opholdet mødte han Giovanni Battista Cuneo fra Oneglia på en havnekro. Battista Cuneo var politisk flygtning fra Italien. Han var medlem af det hemmelige selskab "Unge Italien" (La Giovine Italia). Det sluttede Garibaldi sig til, og han aflagde ed på at vie sit liv til kampen for at befri sit hjemland fra østrigsk dominans. Dette ophold viste sig at være meget vigtigt for ham.
Garibaldi og Giuseppe Mazzini mødtes i Geneve i november 1833. Mazzini var en lidenskabelig forkæmper for, at Italien skulle samles til et rige ved politiske og sociale reformer. Han ønskede at landet skulle blive en liberal republik, og Giuseppe Garibaldi sluttede sig til både "Unge Italien" og den revolutionære Carbonaribevægelse. I februar 1834 deltog han i et mislykket oprør i Piemonte ledet af Mazzini. Han blev dømt til døden in absentia af en genovesisk domstol, da han var flygtet til Marseille.

### Sydamerika: Garibaldi bliver militær leder i sit første eksil
Fra Marseille rejste han videre til Tunesien og derfra til Brasilien, hvor han sluttede sig til separatistiske oprørere. I Brasilien mødte han sin fremtidige hustru, den italiensk-portugisiske Ana Maria de Jesus Ribeiro da Silva, "Anita Ribeiro".
De kunne ikke gifte sig straks, da Anita var gift med Manuel Duarte Aguiar, men i oktober 1839 forlod hun ham og sluttede sig til Garibaldi på hans skib, Rio Pardo. En måned senere kæmpede de skulder ved skulder under slagene ved Imbituba og Laguna. Sammen med andre italienske flygtninge og republikanere deltog de i Rio Grande do Sul-separatisternes og uruguayanernes kamp mod den argentinske diktator Juan Manuel de Rosas.
I 1841 flyttede de til Montevideo i Uruguay, hvor Garibaldi var handelsmand og skolelærer, og i 1842 giftede de sig. De fik fire børn: Menotti (født 1840), Rosita (1843), Teresita (1845) og Ricciotti (1847). Da Anita døde i 1849, var hun gravid med deres femte barn.
I løbet af to år tog Garibaldi kommandoen over både den uruguayanske flåde (1842) og "den italienske legion" (1843). De blev forenet under et sort sørgeflag med en vulkan centralt placeret. Den sorte farve stod for et Italien i sorg, mens vulkanen midt på flaget henviste til nationens ulmende kræfter. Det var i Uruguay, at legionærerne først begyndte at gå i røde skjorter. Skjorterne skulle den uruguayanske fabrik egentlig eksportere til slagterierne i Argentina. Senere blev røde skjorte garibaldisternes uniform. Garibaldis dygtighed i guerillakrig, hans modstand mod brasiliansk og argentinsk imperialisme og hans sejre på slagmarken ved slagene ved Cerro og Sant'Antonio i 1846 sikrede Uruguays uafhængighed og gjorde garibaldisterne kendt i Italien og Europa.
Fædrelandets fremtid var meget vigtig for Garibaldi. Da kardinal Giovanni Mastai-Ferretti blev valgt til pave Pius IX i 1846, var der mange, som mente, at han var den liberale pave som ifølge Gioberti skulle komme og lede Italiens forening. Fra sit eksil hyllede Mazzini hans første reformer. Også Garibaldi var begejstret. I 1847 tilbød Garibaldi den apostoliske nuntius i Rio de Janeiro, ærkebiskop Bedini, den italienske legions tjenester for at samle Italien. I et brev fra Montevideo skrev han:
| „ | Hvis disse krigsvante hænder skulle være acceptable for Hans Hellighed, vil vi med den største taknemlighed vie dem til hans tjeneste, han som så vel fortjener både kirken og fædrelandet. Vi og vore ledsagere, i hvis navn vi taler, skal med sandhed blive glade, hvis vi får lov til at give vort blod til forsvar for Pio Nonos Pius IX forløsningsværk. | “ |
|   | — (12. oktober 1847) |   |

Da nyheden om et oprør i Palermo i januar 1848 og om revolutionær agitation på andre steder i Italien nåede Garibaldi i Sydamerika, bestemte han sig for at vende hjem til Italien med tres medlemmer af sin legion.

## Tilbage til Italien, og andet eksil
Garibaldi kom tilbage til Italien under tumulterne i revolutionsåret 1848 og tilbød sine tjenester til kong Carlo Alberto af Sardinien. Selv om denne monark havde liberale træk, så stolede han ikke på Garibaldi og holdt ham på afstand. Da Garibaldi blev afvist af piemonteserne, drog han med sine ledsagere over grænsen til Lombardiet, hvor de tilbød deres tjenester til den provisoriske regering i Milano.
I november 1848 blev premierministeren myrdet og pave Pius XI undslap ved at flygte i forklædning til Gaeta. Derefter blev en "romersk republik" udråbt i Kirkestaten. Den nye republik stod i fare for at blive styrtet af en fransk militærstyrke, som Louis Napoleon (den senere Napoleon 3.) udsendte. Mazzini opfordrede Garibaldi til at tage ansvaret for Roms forsvar mod franskmændene. Med hustruen Anita ved sin side forsvarede Garibaldi Rom, men måtte flygte, da Rom faldt 30. juni 1849. Garibaldi, og det som var tilbage af han styrker, flygtede mod nord, forfulgt af østrigske, franske, spanske og napolitanske styrker. Under tilbagetog døde Anita i nærheden af Ravenna.

### Det amerikanske kontinent
Igen forlod Garibaldi Italien, denne gang rejste han over Atlanterhavet til New York, hvor han bosatte sig i 1850. I New York mødte han Antonio Meucci og arbejdede en tid som lysestøber på Staten Island. Senere rejste han flere gange til Stillehavet og besøgte blandt andet Andesbjergenes revolutionære heltinde Manuela Sáenz i Peru.

### Tyneside
21. marts 1854 sejlede Garibaldi op ad mundingen af floden Tyne i det nordøstlige England, som kaptajn på sejlskibet Commonwealth. Skibet havde sejlet fra Baltimore og var under amerikansk flag, da det lagde til kaj og lossede i South Shields. Garibaldi, som allerede var en populær mand i Tyneside, blev modtaget med stor entusiasme af den lokale arbejderklasse. Han blev i Tyneside i over en måned, til slutningen af april.

### Den østrigsk-piemontesiske krig
I 1854 kom Garibaldi for anden gang tilbage til Italien efter eksil. I 1859 brød den østrigsk-piemontesiske krig (eller Den østrigsk-sardinske krig) ud på grund af rænkespil af den sardinske regering. Garibaldi blev udnævnt til generalmajor og dannede et frivillig korps Alpejægerne. Med dette korps vandt han flere sejre over østrigerne: ved Varese, Como og andre steder. Én af krigens følger var Garibaldi ikke tilfreds med: Hans hjemby Nice blev afstået til Frankrig som tak for uvurderlig fransk militær bistand.

## Felttoget i 1860
Tidligt i april 1860 gav oprør i Messina og Palermo i Kongeriget Begge Sicilier Garibaldi hans store chance. Han fik samlet en styrke på omkring et tusind frivillige (i Mille eller "rødskjorterne"). Om bord på to skibe sejlede de til Marsala på Siciliens vestspids, hvor de gik i land 11. maj.
Spredte lokale oprørsgrupper sluttede sig til "rødskjorterne", og styrken voksede hurtigt. 13. maj overvandt Garibaldi en fransk garnison på 3.000 mand i slaget ved Calatafimi, og næste dag udråbte han sig selv til diktator på Sicilien i kong Vittorio Emanuele 2. af Italiens navn. Garibaldi fortsatte til Palermo, øens hovedstad, og begyndte belejringen af byen 27. maj. Han fik støtte af mange af byens borgere, som gjorde oprør mod garnisonen, men før Garibaldi fik indtaget den, kom der forstærkninger, som bombarderede byen. Men ved hjælp af en britisk admiral fik de en våbenhvile, som førte til at de napolitanske styrker og skibe opgav byen og trak sig ud.
Denne sejr var meget vigtig for Garibaldi. Han blev verdenskendt og mange italieneres store helt. Seks uger efter marcherede han mod Messina helt øst på Sicilien. Ved slutningen af juli var det kun citadellet der, som stadig stod imod.
Efter at erobringen af Sicilien, krydsede han Messinastrædet lige for næsen af den napolitanske flåde og marcherede mod nord. Hans fremrykning lignede mere et sejrstog end et felttog. 7. september ankom han hovedstaden Napoli, hvor bourbonkongen Frans 2. stadig ikke var overvundet. Størstedelen af den sicilianske hær var loyal mod kongen og optog stillinger nord for floden Volturno. Selv om Garibaldis frivillige hær nu var på omkring 25.000, kunne de ikke angribe sicilianerne. De havde fremgang 1. oktober, men Frans 2. trak sig ikke tilbage før næste dag, da den sardinske hær under Vittorio Emanueles kommando var ankommet.

## Efter sejren
Garibaldi brød sig ikke om den sardinske premierministerer Camillo di Cavour. Dels mistroede han Di Cavours pragmatisme og realpolitik, dels bar han personlig nag, da Di Cavour var med, da Garibaldis hjemby Nice blev givet til Frankrig året før. På den anden side var han glad for den sardinske konge, som efter Garibaldis opfattelse var udvalgt af forsynet til at frigøre Italien. Under sit berømte møde med Vittorio Emanuele 2. ved Teano 26. oktober 1860 ("håndslaget i Teano"), hilste Garibaldi ham som Italiens konge. Dagen efter resignerede Geribaldi som hærfører. Han red ind i Napoli ved siden af kongen 7. november. Derefter trak han sig tilbage til øen Caprera og nægtede at modtage nogen erkendtlighed for sin indsats.
5. oktober havde Garibaldi organiseret "den internationale legion" med franskmænd, schweizere, tyskere og andre med det mål, at de ikke kun skulle befri Italien, men også deres egne hjemlande. De rettede blikket mod Venedig og Rom. Mazzini var misfornøjet med monarkiet og fortsatte med at agitere for republik. Garibaldi blev senere frustreret over kongens passivitet, og det han anså som tilsidesættelser og begyndte nu at planlægge et fremstøt mod Kirkestaten.
Da den amerikanske borgerkrig brød ud i 1861, tilbød Garibaldi præsident Abraham Lincoln sin tjeneste og blev inviteret til at deltage som generalmajor i unionshæren. Garibaldi tænkte sig om og svarede, at han havde to betingelser: at slaveriet definitivt ville blive afskaffet, og at han ville blive hærens øverstkommanderende. Begge krav var umulige at indfri for Lincoln, og dermed blev tilbuddet i al stilhed trukket tilbage.

## March mod Rom
At udfordre pavens egen stat var ingen måde at vinde verdens katolikkers hjerte på, og den franske kejser Napoleon 3. havde garanteret Roms sikkerhed mod Italien ved at stationere franske styrker. Vittorio Emanuele var ivrig for de internationale følger af et angreb på Kirkestaten og rådede sine undersåtter til ikke at støtte det. Alligevel antog Garibaldi, at han havde sin regerings hemmelige støtte.
I juni 1862 sejlede han fra Genova til Palermo, hvor han ville rekruttere frivillige til sit planlagte felttog med slagordet Roma o Morte (Rom eller døden). Han fik straks entusiastisk støtte og tog til Messina for at krydse strædet til fastlandet. Da han kom til Messina, havde han en styrke på to tusind mand, men garnisonen var tro mod kongens forholdsordre og hindrede Garibaldi i komme over til fastlandet. Styrken tog da mod syd til Catania for at sejle derfra. Garibaldi erklærede, at han enten ville komme til Rom som sejrherre eller gå til grunde foran dets mure. De gik i land i Melito den 14. august og marcherede straks ind i Calabriens bjerge.
Garibaldis antagelse om, at regeringen støttede ham i det stille, var forkert. Den forholdt sig stærkt negativ over for det hele. General Cialdini sendte en hærdivision under oberst Pallavicinos kommando mod hæren af frivillige. 28. august stødte de sammen i Aspromonte. Ved et uheld blev skud løsnet. De blev fulgt af flere salver, og nogle af de frivillige faldt. Optrinnet sluttede hurtigt, da Garibaldi forbød sine styrker at gengælde ilden mod deres landsmænd i kongedømmet Italiens styrker. Mange af de frivillige blev taget til fange, også Garibaldi, som var blevet såret i foden.
Et dampskib bragte ham til Varignano, hvor han blev holdt i en slags ærefuldt fangenskab og undergik en vanskelig og smertefuld operation på grund af såret i foden. Hans plan havde slået fejl, men han kunne finde trøst i Europas sympati og vedvarende interesse. Efter at såret var helet, vendte han hjem til Caprera.

## Det sidste opgør med Østrig og andre eventyr
Garibaldi greb til våben igen i 1866; denne gang med rygdækning fra regeringen. Den østrigsk-preussiske krig var brudt ud, og Italien havde allieret sig med Preussen mod Østrig-Ungarn i håb om at befri Veneto fra østrigsk styre. Garibaldi samlede sine alpejægere, en styrke på 40.000 mand, og invaderede Trentino. Han slog østrigerne ved Bezzecca og fortsatte mod Trento.
De italienske regulære styrker tabte slagene ved Lissa og Custoza. Der blev indgået våbenhvile, men takket være de preussiske sejre i nord afstod Østrig Veneto til Italien. Garibaldis fremrykning gennem Trentino var til ingen nytte, og han blev beordret til at standse. Han svarede med et kort telegram fra torvet i Bezzecca med ordet Obbedisco! ("Jeg adlyder!").
Efter krigen ledede Garibaldi et politisk parti, som gik ind for at Rom skulle erobres. I 1867 marcherede han igen mod byen, men den pavelige hær med franske styrker som forstærkning kunne let standse de dårlig bevæbnede frivillige. Garibaldi blev taget til fange og blev efter en tids fangenskab sluppet fri; han tog tilbage til Caprera.
Da den fransk-preussiske krig brød ud i juli 1870 var den italienske opinion på preussernes side, og mange italienere forsøgte at melde sig som frivillige ved den preussiske ambassade i Firenze. Efter at den franske garnison blev hjemkaldt fra Rom, rykkede den italienske hær ind i Kirkestaten uden Garibaldis hjælp. Efter at det kejserlige Frankrig brød sammen ved Sedan, skiftede Garibaldi side og støttede den nydannede franske republik. Før han rejste til Frankrig og tog kommandoen over vogeserhæren af frivillige, opfordrede han italienerne til at gøre det samme. Tyskerne vandt aldrig over vogeserhæren..
På dødslejet bad Garibaldi om at sengen skulle flyttes, så han kunne se ud over havet. Hans ønske om en enkel bisættelse og kremation blev ikke respekteret.